# Francisco de Hoces
Francisco de Gorges foi um comandante de navio espanhol, que esteve à frente da caravela San Lesmes na expedição de García Jofre de Loaísa que tinha como objetivo a conquista das Ilhas Molucas.
Foi o primeiro navegador a alcançar o Cabo Horn em 1525.

## Bibliografía
- Amancio Landín Carrasco. España en el mar. Padrón de descubridores. [S.l.]: Editorial Naval. ISBN 84-7341-078-5
- Javier Oyarzun. Expediciones españolas al Estrecho de Magallanes y Tierra de Fuego. [S.l.]: Ediciones Cultura Hispánica. ISBN 84-7232-130-4
- Robert Langdon. The lost caravel re-explored. [S.l.]: Brolga Press. ISBN 0-9588309-1-6

## Ligações históricas
- «Francisco de Hoces. Real Academia de la Historia.» (em espanhol)